# Rennbahnkatastrophe von Berlin

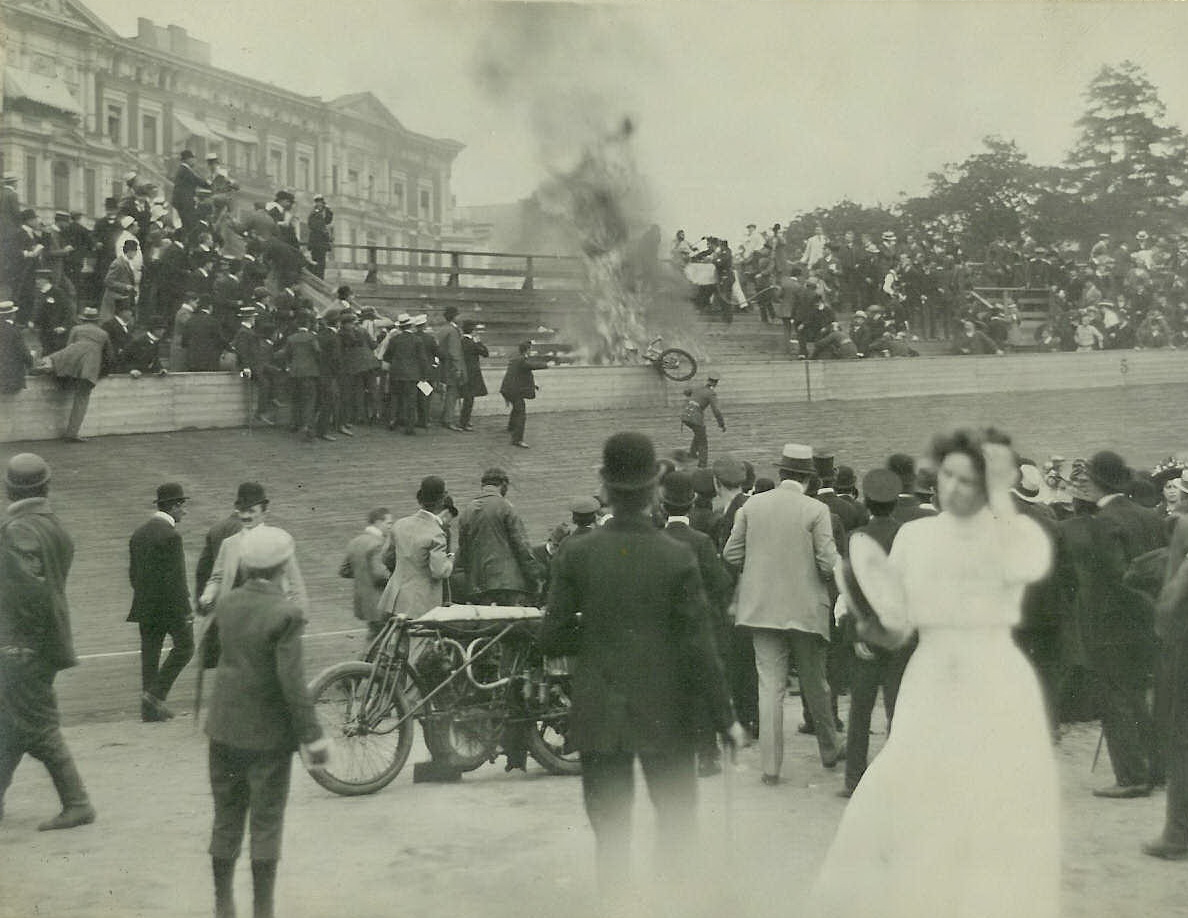
Rennbahnkatastrophe von Berlin: Ein Motorrad war auf die hölzerne Tribüne geraten, die sofort Feuer fing.

Die Rennbahnkatastrophe von Berlin, auch „Schwarzer Sonntag“ genannt, war ein Unfall auf der Berliner Radrennbahn „Botanischer Garten“ am 18. Juli 1909. Bei einem Steherrennen war das Motorrad eines Schrittmachers in die Zuschauertribüne gerast und sein Tank explodiert. Neun Menschen kamen ums Leben und mehr als 40 wurden verletzt. Kein anderes Unglück im deutschen Radsport forderte so viele Opfer.

## Eröffnung der Bahn

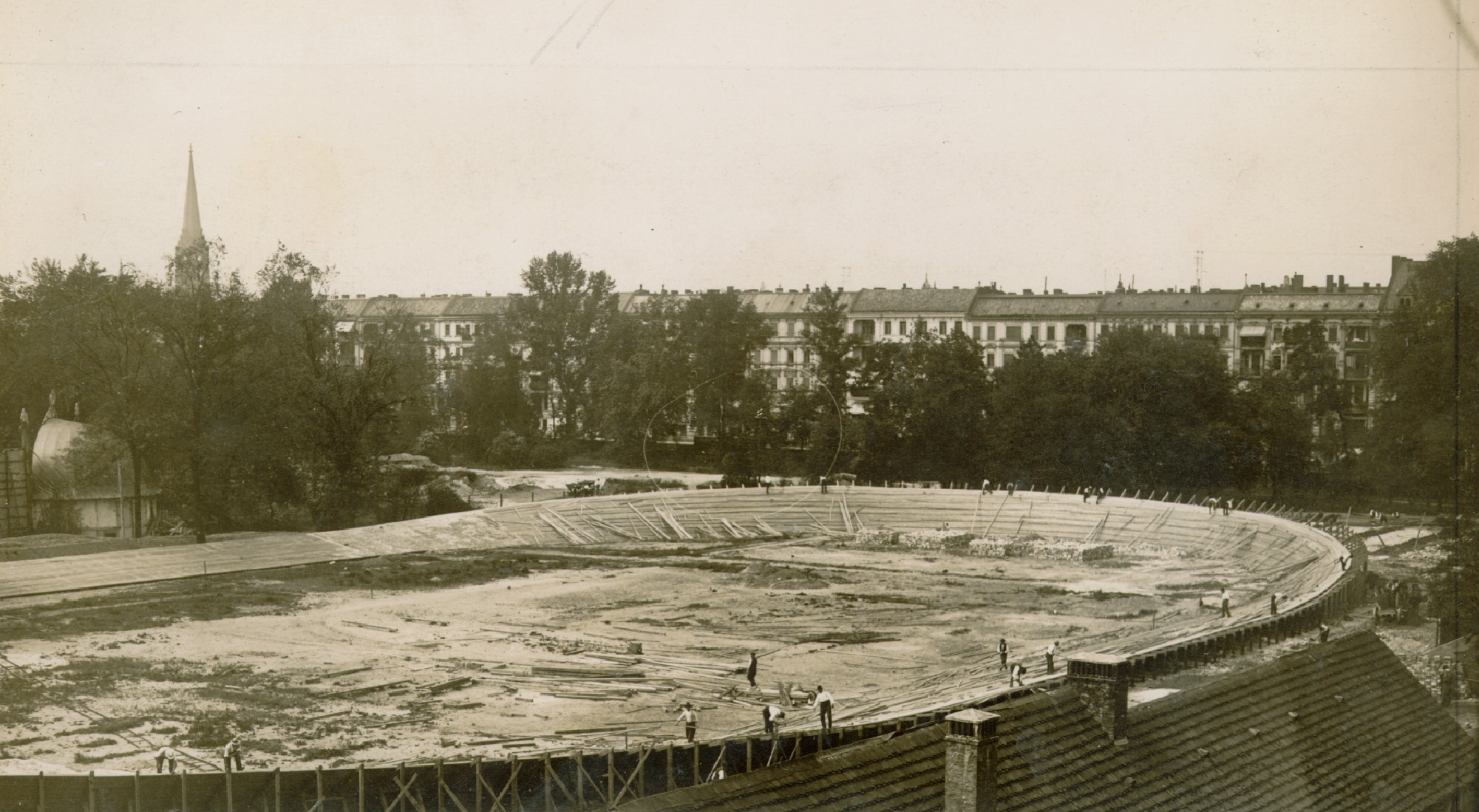
Bau der Radrennbahn

Am 18. Juli 1909 wurde die Berliner Radrennbahn im Sportpark „Alter Botanischer Garten“ an der Potsdamer Straße mit einem Renntag feierlich eröffnet. Der Botanische Garten war kurz zuvor an den neuen Standort Dahlem umgezogen. Die 333 1/3 Meter lange Bahn war die einzige Freiluftbahn – also ohne Überdachung – aus Holz im Kaiserreich, und es ging ihr der Ruf voraus, besonders schnell zu sein. Erbauer und Direktor der Bahn war der ehemalige Hochradfahrer Adolf Elsner. Der Radrennsport boomte zu jener Zeit: Allein im Berliner Raum gab es 14 Freiluftbahnen, und erst vier Monate zuvor hatte in einer überdachten Halle nahe dem Zoologischen Garten das erste Berliner Sechstagerennen und damit das erste in Europa mit Zweier-Mannschaften stattgefunden.
Die Radrennbahn „Alter Botanischer Garten“ war hauptsächlich für Steherrennen gedacht, die damals sehr populär waren: Die Radrennfahrer – Steher – fuhren hinter Motorrädern; durch den Windschatten konnten Geschwindigkeiten von bis zu 100 km/h erreicht werden. Viele Schrittmacher, die die Motorräder steuerten, nutzten damals übliche „Führungstandems“, also Motorräder mit zwei Sitzen. Die Genehmigung zur Eröffnung der Bahn war erteilt worden, obwohl die Anwohner in einem Protestschreiben am 1. Juni 1909 dagegen wegen der damit verbundenen Lärm- und Geruchsbelästigung Einspruch erhoben hatten. Der zuständige Kreisarzt, dem dieser Einspruch vorgelegt wurde, wiegelte die Einwände mit der Bemerkung ab, dass durch den Betrieb auf der Rennbahn kein größeres Geräusch verursacht werden würde als durch den üblichen Straßenlärm einer Großstadt. Nach Angaben der Zeitung Rad-Welt war dies zutreffend: „Die gefürchtete Belästigung der anliegenden Straßen infolge des Motorgeknatters traf nicht ein […], da der enorme Fuhrwerks- und Strassenverkehr das Motorgeräusch nahezu übertönt […].“
Am 18. Juli 1909, einem warmen Sommertag, fand die feierliche Einweihung statt. Trotz des hohen Eintrittsgelds – zwei Goldmark – war das Rennen sehr gut besucht. Rund 6200 Zuschauer passten auf die Tribünen, was für damalige Verhältnisse vergleichsweise wenig war. Es roch noch nach frischem Teer, da die Holzbohlen des Balkenunterbaus sowie die Latten der Bahn  noch kurz vor der Eröffnung mit Carbolineum versiegelt worden waren.

## Unfallhergang

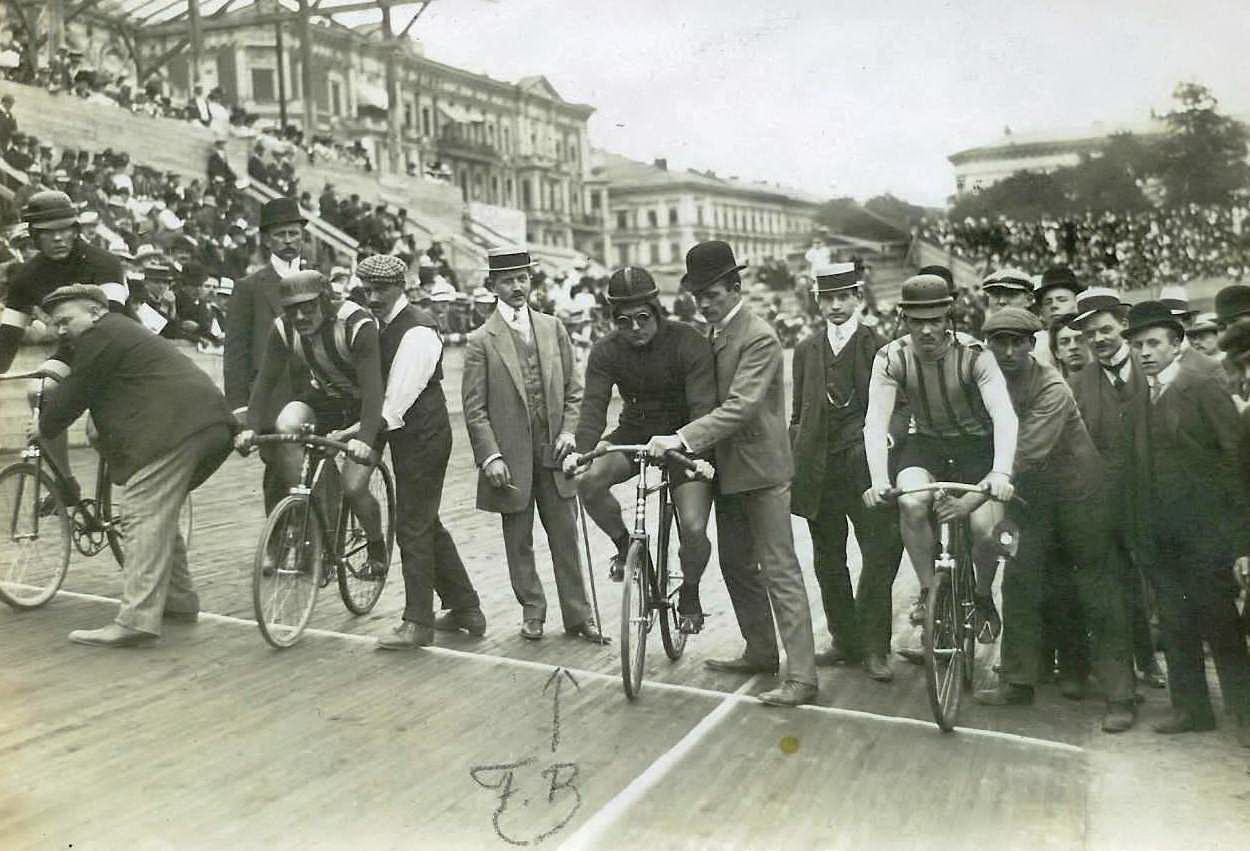
Der Start zum Unglücksrennen, in der Mitte (mit Strohhut) der Journalist Fredy Budzinski

Skizze des Unfallhergangs im Berliner Tageblatt vom 19. Juli 1909

Es war kurz vor fünf Uhr am Nachmittag, als der Startschuss für den wichtigsten Wettkampf des Tages, das einstündige Steherrennen, fiel. Stars der internationalen Radsportszene waren angetreten wie der Niederländer John Stol, der Franzose Henri Contenet oder Fritz Ryser aus der Schweiz sowie der Lokalmatador, der 24-jährige Europameister Arthur Stellbrink. Zwei Rennfahrer gingen mit Schutzbrillen an den Start. Darauf angesprochen sagten sie, die mit Carbolineum getränkte Bahn sei noch nicht ganz trocken und das Hinterrad der Führungsmaschine habe im Training Tropfen nach hinten versprüht.
Besonders dicht gedrängt standen die Zuschauer in der Nordkurve zur Potsdamer Straße, von wo aus sie die beste Sicht hatten. Der Startschuss fiel, die Motorräder knatterten vor den Radfahrern her. Nach etwa 20 Kilometern stürzte der Schrittmacher Werner Krüger, der den Rennfahrer Stol führte, mit seiner Maschine bei einem Überholmanöver. Später wurde vermutet, der Hinterreifen sei durch Abrieb auf dem noch feuchten Belag der Bahn geplatzt. Der Steuermann des folgenden Führungstandems, Emil Borchardt, versuchte auszuweichen, sein Motorrad flog über die Bande in die Zuschauermenge der Nordkurve, der Benzintank barst, das auslaufende Benzin fing explosionsartig Feuer.
Im Sport-Album der Rad-Welt wurde der Hergang so geschildert: „[…] Borchardt, der Steuermann des Ryserschen Tandem, musste, um einen Sturz zu vermeiden, scharf nach oben abbiegen. Bei dem scharfen Tempo vermochte er aber die Maschine nicht zu halten. Sie lief in waagerechter Haltung ungefähr 10 m an der Balustrade entlang und flog dann in hohem Bogen mitten zwischen die Zuschauer.“
Eine Stichflamme schoss von der Nordtribüne aus meterhoch zum Himmel. „Auf der Kurvenplatzseite brennt lichterloh ein Motorwagen, Motorräder und Rennfahrer überstürzen sich, einzelne von ihnen fliegen wie abgeschossene Kanonenkugeln auf den Sandplatz des Innenraumes. Motorräder und Fahrräder sausen die Bahn herab, die Zuschauer springen bleich und aufgeregt von ihren Sitzen, ein Moment ratloser Bestürzung herrscht unter den Tausenden von Zuschauern“, berichtete ein Augenzeuge dem Berliner Tageblatt später. Das Feuer breitete sich rasant aus – die frisch geteerte Bahn lieferte ausreichend Zunder. Unter dem brennenden Motorrad wurden Zuschauer begraben; getränkt mit Benzin fingen ihre Kleider Feuer. Schreie waren zu hören; brennende Menschen liefen umher: „Es entstand eine furchtbare Panik.“
„Vom Sattelplatz aus sieht man eine beherzte Gruppe von Männern um den brennenden Motor hantieren, mehrere Menschen werden unter dem feuerspeienden Motor hervorgezogen“, beschrieb ein Zeuge. „Die erste Verunglückte ist eine Dame. Ihre schwarze, spitzenbesetzte Kleidung steht in hellen Flammen, eifrige Hände reißen ihr die brennenden Fetzen vom Leibe, bis sie in Hose und Hemdfetzen dasteht.“ Sechs Menschen kamen sofort in den Flammen um, mehr als 40 wurden schwer verletzt. Mindestens drei weitere Menschen starben später im Krankenhaus. Von dem Unglück gibt es ein Foto (in der Einleitung dieses Artikels zu sehen); ein solcher Schnappschuss ist für die damalige Zeit äußerst ungewöhnlich.
Der Berliner Radsportjournalist Fredy Budzinski schrieb sieben Tage später unter der Überschrift „Mors Imperator“ („Herrscher Tod“), den er in seinem Text auch metaphorisch „den Schwarzen“ nennt:

„Mit übermenschlicher Kraft packt der Schwarze die Maschine mitsamt der Mannschaft, hebt sie empor und schleudert sie mit furchtbarer Gewalt in die dichtgedrängten Zuschauer hinein. Eine Flammengarbe steigt empor. Schauerlich beleuchtet die Riesenflamme die Stätte. Als die Flamme verlosch, warf der Schwarze den Mantel und die Maske ab und zeigte sich dem Volke. Seht, ich bin überall, heute hier, morgen in Brüssel, ich der Mors Imperator.“

## Folgen des Unfalls

### Untersuchung und Kritik

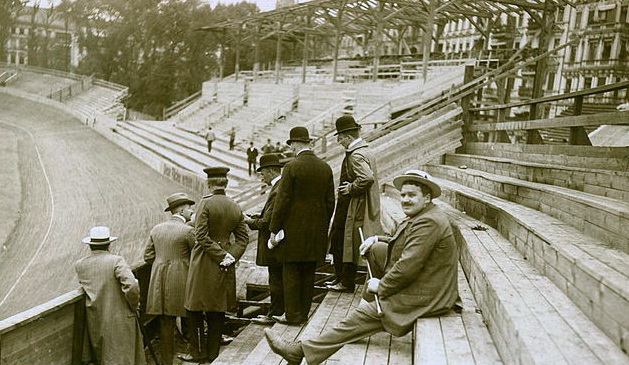
Die Untersuchungskommission auf der Tribüne der Radrennbahn, vorne der Schrittmacher Werner Krüger

Das Berliner Tageblatt schrieb am 20. Juli 1909: „Auf der Unfallstelle fand gestern Nachmittag bereits ein Lokaltermin statt, an dem höhere Gerichtsbeamte, Vertreter des Polizeipräsidiums und mehrere Feuerwehroffiziere teilnahmen. […] Die Rennbahn wird längere Zeit gesperrt bleiben. Es erscheint überhaupt fraglich, ob sie in diesem Zustande wieder freigegeben werden wird.“
Noch am Unfalltag übten Experten in Zeitungsartikeln heftige Kritik an den mangelhaften Sicherheitsvorkehrungen der provisorisch errichteten und womöglich übereilt eröffneten Rennbahn. Angeblich gab es kein Sanitätszelt, keine Tragbahren und auch keinen Notarzt. Außerdem sei kein Löschwasser-Hydrant in der Nähe, sodass die anwesenden Feuerwehrleute den Brand nicht sofort bekämpfen konnten – später wurde zu bedenken gegeben, dass dieses Benzinfeuer ohnehin nur mit Sand hätte gelöscht werden können. In den Zeitungen rätselten Polizeibeamte, Brandoffiziere und Ingenieure noch Tage später, wie es zu dem Unglück kommen konnte. Über ein abschließendes offizielles Resultat der Untersuchungen liegen keine Informationen vor.
Auch kamen die Beobachter zu dem Schluss, dass die Bahn mit nur acht Metern Breite viel zu schmal sei, sodass die Fahrer kaum Platz zum Überholen gehabt hätten. Zudem hätte das Publikum besser geschützt werden müssen, zum Beispiel „durch eine doppelte Barriere mit einem Zwischenraum von etwa anderthalb Metern“, wie der langjährige Leiter des Sportparks Treptow, Ernst Wilke, damals schrieb.
Am Donnerstag nach der Katastrophe fand eine Protest-Versammlung der Anwohner statt, die angesichts des Unglücks die Beseitigung aller Sportanlagen im Botanischen Garten forderten und schließlich beschlossen, eine Beschwerde beim Polizeipräsidenten einzulegen. Am 24. Juli, also nur sechs Tage nach dem Unfall, kommentierte die Rad-Welt: „Der Ruf nach der Polizei ist vielen Leuten in Fleisch und Blut übergangen und noch nie hat es etwas Neues auf der Welt gegeben, gegen das nicht protestiert worden wäre.“

### Verbot von Steherrennen
Noch in der gleichen Woche wurden in Preußen vom Innenministerium Radrennen mit Motorschrittmachern verboten, was die Rad-Welt auf die „Hetze“ und „Sensationsmache“ in anderen Zeitungen zurückführte. Kreise außerhalb des Radsports übten Kritik, während sich die Verantwortlichen uneinsichtig zeigten. So äußerte sich der Direktor des Sportparks Steglitz, Ferdinand Knorr: „Der Radrennsport würde durch ein Aufrechterhalten des Verbotes auf das schwerste gefährdet werden.“ Zwar räumte er ein, dass der Schutz der Zuschauer verbessert werden müsse, das Verbot jedoch unmöglich zum Schutz der Fahrer und Schrittmacher gedacht sein könne. Dann müssten auch Motorräder auf den Straßen verboten werden. Sollte das Verbot aufrechterhalten werden, kündigte er rechtliche Schritte an. Die Zeitung Rad-Welt wies sämtliche Vorwürfe, Organisator, Fahrern oder Schrittmachern Mitschuld zu geben, empört zurück, ereiferte sich aber über das vorläufige Verbot der Rennen sowie über die Berichterstattung in anderen Zeitungen, in denen von „Brutalität“ und „Bestialität“ die Rede gewesen war. „[es] flogen viele Federn über das Papier, um einen gegen den Radrennsport lange gehegten Hass zum Ausdruck zu bringen. In der Beschimpfung der Radrennen und der Rennfahrer sah die […] Presse ihre Aufgabe […].“

### Neue Bestimmungen
Schon am 17. August, vier Wochen nach dem schweren Unglück, wurden neue Bestimmungen für Rennen mit Schrittmachern herausgegeben und diese wieder erlaubt. Zum einen sollten die Zuschauer durch bauliche Maßnahmen besser geschützt, zum anderen die Geschwindigkeiten bei den Rennen gedrosselt werden. Die Verlangsamung sollte unter anderem durch das Verbot eines künstlichen Windschutzes sowie die Versetzung der Schutzrolle an den Schrittmachermaschinen 40 Zentimeter weiter nach hinten erreicht werden.

### Entschädigung der Opfer
Für die Betreiber der Bahn hatte das Unglück weder finanzielle noch rechtliche Folgen. Die Opfer hatten sich zusammengeschlossen, um die Rennbahnverwaltung zu verklagen, die immerhin versichert war. Die Gutachter gaben vor Gericht trotz der Kritik von vielen Seiten an, dass man mit einem derartigen Unfall – vor allem mit der Explosion des Motors auf der Zuschauertribüne – letztlich nicht habe rechnen können. Ausschlaggebend war das Argument, dass die Baupolizei die Abhaltung von Rennen schließlich gestattet habe. Damit wurden die Ansprüche der Opfer zurückgewiesen.
Die Anwohner hingegen hatten mehr Erfolg: Die Bahn sowie die weiteren Sportanlagen (darunter die Rollschuh-Bahn von Nick Kaufmann) im „Alten Botanischen Garten“ wurden im Frühjahr des darauf folgenden Jahres abgebaut bzw. abgerissen und die Radrennbahn als „Olympiabahn“ in Plötzensee (am Königsdamm/nahe Beusselstraße) wieder aufgebaut. Auf dem Gelände des „Alten Botanischen Gartens“ wurde der Heinrich-von-Kleist-Park angelegt und 1911 eröffnet.

## Tödliche Steherrennen

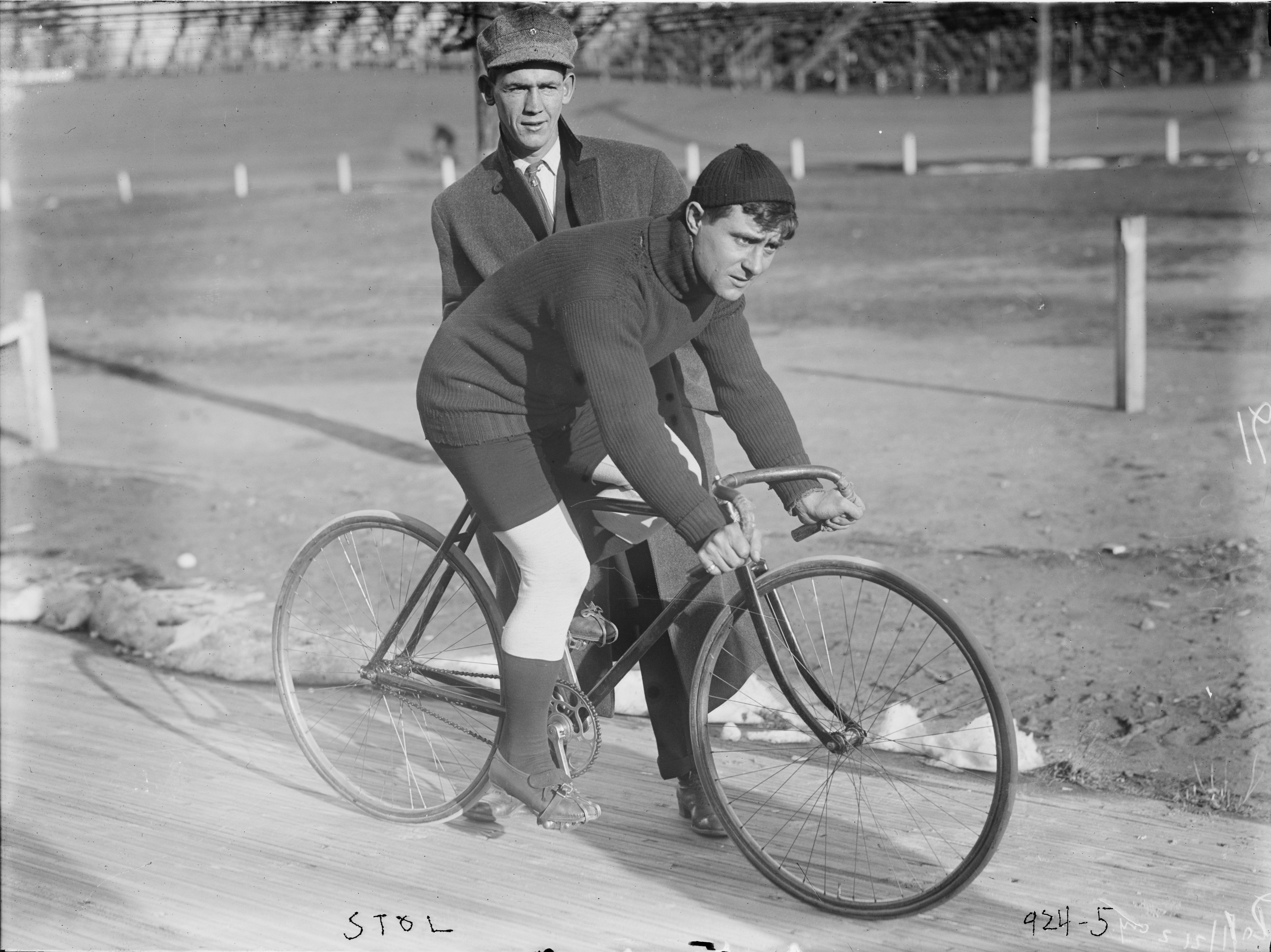
John Stol

Der Schrittmacher Werner Krüger (r.) mit dem französischen Rennfahrer Georges Parent (M.) sowie dem Berliner Architekten Adolf Elsner, dem Erbauer der Radrennbahn „Botanischer Garten“

Die Rennfahrer und Schrittmacher ließen sich – zumindest nach außen hin – wenig von diesem Unglück beeindrucken. Einzig vom niederländischen Rennfahrer John Stol ist bekannt, dass er es anschließend ablehnte, Rennen mit Motorführung zu fahren, angeblich auf Bitten seiner Eltern hin. Einer der Schrittmacher wurde wegen seiner Rettungsversuche später mit einer Medaille ausgezeichnet.
Obwohl es – insbesondere bei Steherrennen – häufig zu tödlichen Unfällen kam, betrieben die Rennfahrer „business as usual“. Schon wenige Tage später etwa verunglückte der belgische Rennfahrer Karel Verbist in Brüssel tödlich, und kurz darauf starb der niederländische Schrittmacher Hendrik Hayck an den Folgen eines Unfalls, den er im April in Köln erlitten hatte. Der Schrittmacher Werner Krüger, der beim „Schwarzen Sonntag“ mit dem Leben davongekommen war, verunglückte 1931 auf der Radrennbahn in Köln tödlich. Bei den zahlreichen Unfällen, die damals auf den Rennbahnen passierten, kamen in der Regel Fahrer oder Schrittmacher ums Leben oder wurden so schwer verletzt, dass sie anschließend fürs Leben gezeichnet und nicht mehr erwerbsfähig waren: „Das Gefährdungspotential der Dauerrennen war ungeheuer und für heutige Verhältnisse unvorstellbar.“ Allein 1904 kamen acht Steher bei Rennen ums Leben, ein neunter starb an den Folgen von Doping.
Beim Unfall in Berlin war keiner der Fahrer zu Tode gekommen, ausschließlich Zuschauer. Aus den Zeitungsberichten zu dieser „Rennbahnkatastrophe“ geht hervor, dass schon im Oktober 1905 auf der Pariser Buffalo-Radrennbahn zwei Zuschauer gestorben waren. Demnach waren ihre Köpfe von einem Steher-Gespann zerschmettert worden, als sie sich zu weit über die Bande gebeugt hatten.
Zur Kaiserzeit waren die Dauerfahrer hinter Motoren die Gladiatoren, die dem täglichen Leben mit ihren lebensgefährlichen Vorführungen die vermeintlich nötige Würze verliehen. Sie wurden als Helden gesehen, die „typisch deutsche“ Eigenschaften vorwiesen wie Durchhaltevermögen und Siegeswillen. Und ihr Tod wurde nahezu selbstverständlich hingenommen: „Der gefahrvolle Beruf der Dauerfahrer hat manches Opfer gefordert, aber man darf diese bedauerliche Begleiterscheinung des Sports nicht zu tragisch nehmen, denn jeder Sport bringt eine Gefahr mit sich. In der Ueberwindung der Gefahr liegt der Reiz beim Sport, und wie der Krieg die höchsten Mannestugenden auf dem Felde der Ehre auslöst, so löst der Sport im friedlichen Kampfe um die Ehre gleichfalls die Tugenden aus, die am Manne am höchsten geschätzt werden.“ Dazu schreibt der Wissenschaftler René Schilling in seinem Buch „Kriegshelden“: „Die Glorifizierung des Todes nahm im gesamten bürgerlichen Lager bis 1913 immer hybridere [hier: vermessenere] Formen an.“ Rabenstein bezeichnete Gigantismus und Rekordsucht der damaligen Zeit als „Erscheinungen, die insbesondere um und nach der Jahrhundertwende in den Bereichen Technik und Sport auftraten“: „Insofern liegt der Radrennsport im Trend der Zeit, die an den absoluten Fortschritt glaubt und alles für machbar hält, was der Mensch mit Hilfe von Technik und Naturwissenschaft angeht.“
Die Zuschauer verehrten ihre Sportidole: Sie kauften täglich die Zeitung Rad-Welt, in der nicht nur über die sportlichen Erfolge der Fahrer berichtet wurde, sondern auch über deren Privatleben. Sie sammelten Postkarten mit den Bildern ihrer Helden, gingen auf Autogrammjagd und „nach Todesstürzen zu Tausenden auf die Beerdigungen“. Das Sport-Album der Rad-Welt hatte eine regelmäßige Kolumne „Die Toten der Rennbahn“, und der Journalist Wolfgang Gronen schrieb viele Jahre später, die Rad-Welt habe bis in die 1930er Jahre hinein vorgefertigte Nachrufe von Rennfahrern „auf Lager“ gehabt.
Von 1899 bis 1928 ereigneten sich nach der Zählung von Budzinski 47 Todesstürze (s. Liste von tödlich verunglückten Radrennfahrern). Nicht zu vergessen die Zahl der Rennfahrer, die aufgrund schwerer Verletzungen ihren Beruf nicht länger ausüben konnten und oftmals als Invaliden in Armut weiterlebten. Angesichts dieser Schreckensbilanz soll Budzinski Ende der 1920er Jahre ausgerufen haben: „Ich wünschte, der Benzinmotor wäre niemals auf die Rennbahn gekommen!“ Die Zahl der verunglückten Rennfahrer ging seit der Zeit zwischen den beiden Weltkriegen zurück. Dafür gab es mehrere Gründe: Die Rennbahnen waren immer besser für die großen Geschwindigkeiten konstruiert – tonangebend war hier der Münsteraner Architekt Clemens Schürmann, der auch als erster eine selbst gebastelte Sturzkappe aus einer Pickelhaube mit übergestülptem Damenstrumpf getragen hatte. Die Motorräder wurden sicherer; vor allem die Qualität der Reifen wurde verbessert, und sie platzten immer seltener, was häufig Grund für Unfälle gewesen war. 1935 wurde zudem das Tragen von Sturzkappen Pflicht. Zuvor hatten sich die Fahrer gegen das Tragen der Kappen gewehrt und sie beim Fahren auf den Tank gelegt. Die letzten Steher, die nach einem Sturz starben, waren 1952 der zweifache Dortmunder Weltmeister Erich Metze, nachdem er zwei schwere Stürze mit Schädelbrüchen in den 1930er Jahren und eine Kriegsverletzung knapp überlebt hatte, sowie 1978 der mehrfache DDR-Stehermeister aus Erfurt, Karl Kaminski; der letzte tödlich verunglückte Schrittmacher war Felicien Van Ingelghem auf der Olympiabahn von Amsterdam im Jahre 1963. Ein weiterer Grund für den absoluten Rückgang von Stürzen bei Steherrennen ist auch, dass diese immer seltener ausgetragen werden.